# Pierre Vandervoort
Pour les articles homonymes, voir Vandervoort.
Pierre Vandervoort (né à Schaerbeek en 1891 et décédé à Marcinelle en 1946) était un architecte belge de l'entre-deux-guerres.  Juste après la Première Guerre mondiale il obtint un emploi d'architecte communal à Coxyde, son lieu de résidence à cette époque.
Plus tard, il s'installa et travailla à Nieuport.  Ses réalisations témoignent du modernisme et de la Nouvelle Objectivité.
Il compta de nombreux artistes parmi ses amis, notamment Carol Deutsch, Leon Spilliaert, Henri Storck, Constant Permeke et James Ensor.

## Realisations

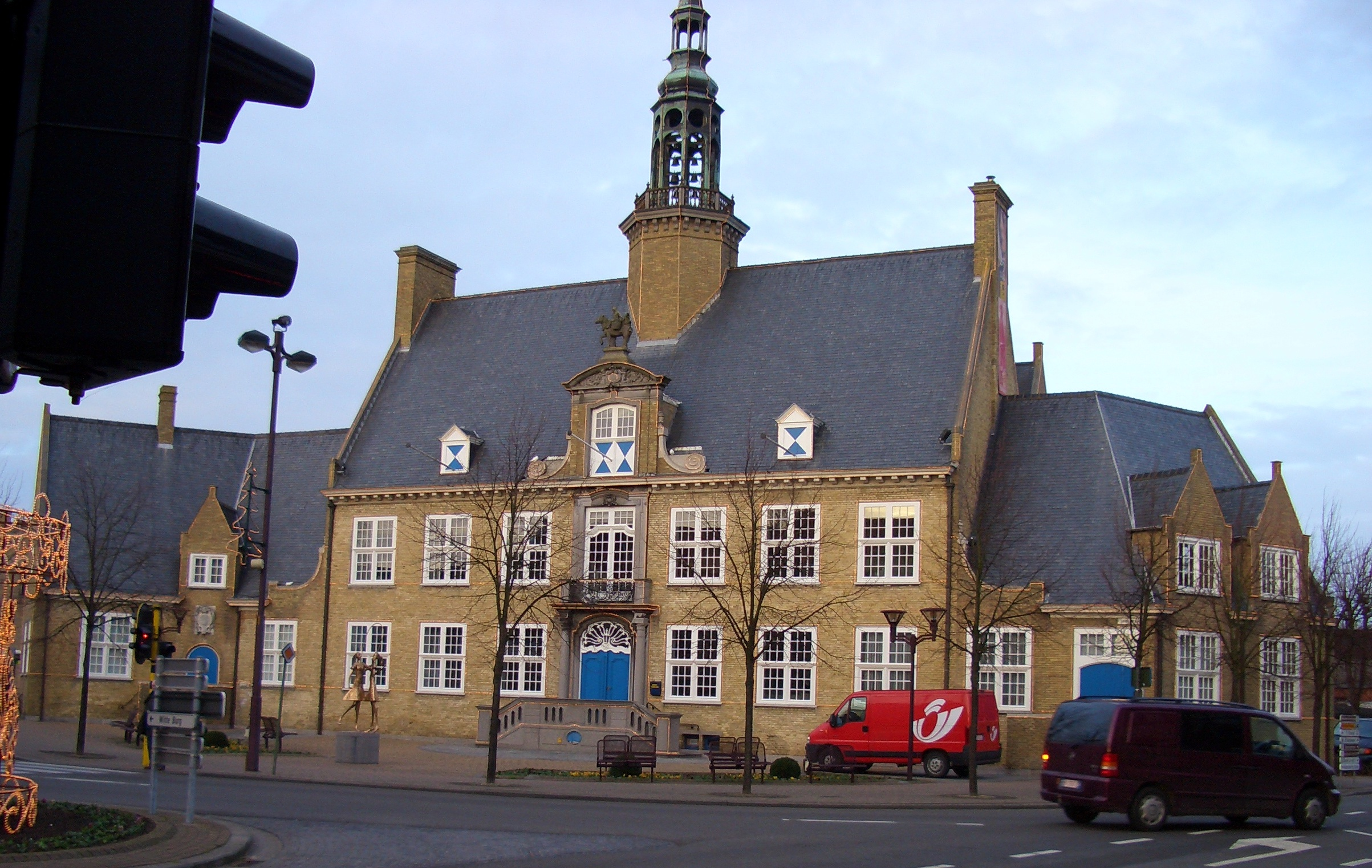
Ancienne maison communale d'Ostdunkerque

Il fut l'artichtecte entre autres de :
- "De Vier Winden", la maison d'habitation et atelier de Constant Permeke à Jabbeke, 1928
- L'église Saint-Bernard à Nieuport-Bains, 1923 (reconstruit en 1947 après dégâts de guerre)
- L'ancienne maison communale d'Ostdunkerque, Leopold II laan 2
- Le Monument commémoratif pour les victimes de guerre militaires et civiles (en collaboration avec le sculpteur Oscar Jespers) à Ostdunkerque, 1924, Leopold II laan.
- "Villa Rosa", Portiekenlaan 14, à Westende
- L'immeuble commercial Stork-Hertoge (chausseur) (Adolf Buylstraat, Ostende) (disparu)
- L'immeuble commercial du Fourreur Deutsch (Kapellestraat, Ostende) (bombardé en 1940)

## Divers
- Il travailla comme assistant de régie lors du tournage de Strandidylle de Henri Storck (1931).
- Avec Henri Storck et James Ensor il fonda le Cinéma Club d'Ostende.